# No Tears Left to Cry
"No Tears Left to Cry" (thường được viết cách điệu là "no tears left to cry") là một bài hát của ca sĩ người Mỹ Ariana Grande từ album phòng thu thứ tư sắp tới của cô, Sweetener. Được sáng tác bởi Grande, Savan Kotecha cùng với các nhà sản xuất Max Martin và Ilya, bài hát được phát hành bởi Republic Records, là đĩa đơn đầu của album vào ngày 20 tháng 4 năm 2018, cùng với video âm nhạc. Bài hát đã đứng đầu các bảng xếp hạng tại Úc, Cộng hòa Séc, Hungary, Ireland, Malaysia, Na Uy, Singapore và Slovakia và đã lọt vào top 5 ở Áo, Canada, Đức, Hà Lan, New Zealand, Thụy Sỹ, Vương quốc Anh và Hoa Kỳ và top 10 tại Bỉ, Đan Mạch, Phần Lan, Ý, Tây Ban Nha và Thụy Điển.

## Bối cảnh và phát hành
Sau vụ đánh bom tại Manchester Arena trong một buổi lưu diễn Dangerous Woman Tour của Grande vào tháng 5 năm 2017, cô ca sĩ đã không còn hứng thú thu âm các ca khúc mới nữa, mà muốn dành thời gian với người thân để nguôi đi cơn chấn động của chuyến lưu diễn. Cô quay trở lại phòng thu vào cuối năm 2017, sáng tác "No Tears Left to Cry" cùng với Savan Kotecha và các nhà sản xuất Max Martin và Ilya. Nói về bài hát, Grande nói rằng cô hi vọng nó sẽ đem lại ánh sáng và sự thoải mái, "nhưng đồng thời cũng khiến bạn muốn nhảy múa và sống tốt cuộc đời mình!"
Variety ban đầu đưa tin vào ngày 9 tháng 4 năm 2018 rằng bài hát sẽ được phát hành ngày 27 tháng 4 năm 2018. Grande bắt đầu hé lộ về bài hát trên mạng xã hội vào ngày 15 tháng 4 năm 2018, trong đó cô dùng các ký hiệu emoji hình giọt nước mắt và viết lộn ngược tên bài hát thành "ʎɹɔ oʇ ʇɟǝl sɹɐǝʇ ou". Tựa đề bài hát đã xuất hiện trên các bảng quảng cáo khắp nước Mỹ và được xuất hiện trên những chiếc áo sweatshirt màu xám mà Grande, người anh trai cùng mẹ khác cha Frankie và bạn trai Mac Miller đã mặc trên mạng xã hội. Một buổi tiệc ra mắt ở London cũng đã được tổ chức. Bài hát được phát hành toàn cầu vào lúc nửa đêm Giờ miền Đông vào ngày 20 tháng 4 năm 2018, là đĩa đơn đầu từ album phòng thu thứ tư sắp tới đây của Grande, Sweetener. Những chiếc áo sweatshirt xám được bán trên trang web của Grande ngày sau đó, đi kèm với một bản sao bài hát. Ở Mỹ, "No Tears Left to Cry" đã được gửi tới các đài phát thanh hot adult contemporary vào ngày 23 tháng 4 năm 2018, và tới các đài rhythmic contemporary và contemporary hit radio ngày sau đó.

## Sáng tác
"No Tears Left to Cry" là một bài hát dance-pop và disco với phần beat mang phong cách UK garage. Bài hát được viết theo cung La thứ với nhịp 4
4 và nhịp độ khoảng 122 bpm. Đoạn điệp khúc được viết dựa trên chùm hợp âm Am–G–F–Am–G–F–C–Dm–Am–C, trong khi các đoạn verse theo chùm A(add2)–F(add2)–G(add2). Âm vực của Grande trải dài từ G3 tới G5.

## Thành công thương mại
Trên bảng xếp hạng Billboard Hot 100 tại Hoa Kỳ, "No Tears Left to Cry" khởi đầu tại vị trí thứ ba với 36,9 triệu lượt stream, 100.000 bản đã được bán và 27 triệu khán giả airplay trong tuần đầu tiên. Bài hát trở thành đĩa đơn thứ chín của Grande lọt vào top 10 và là bài hát khởi đầu cao nhất trên bảng xếp hạng (cùng với đĩa đơn năm 2014 "Problem"). Bài hát cũng đánh dấu màn mở đầu lọt vào top 10 thứ sáu của cô, khiến Grande cùng với Lady Gaga và Rihanna ở vị trí thứ sáu trong danh sách các nghệ sĩ có nhiều đĩa đơn ra mắt vào top 10 nhất. Ở Canada, bài hát trở thành đĩa đơn được xếp hạng cao nhất của Grande, đứng ở vị trí thứ hai trong bảng xếp hạng Canadian Hot 100, đứng sau "Nice for What" của Drake.
"No Tears Left to Cry" ra mắt tại vị trí thứ nhất trên bảng xếp hạng ARIA Singles Chart, trở thành đĩa đơn quán quân đầu tiên và đĩa đơn top 10 thứ sáu của Grande tại Úc. Tại New Zealand, bài hát lọt vào bảng xếp hạng RMNZ Singles Chart ở vị trí thứ tư. Bài hát khởi đầu tại vị trí thứ hai trên bảng xếp hạng UK Singles Chart với doanh thu trong tuần đầu 74.290 đơn vị, trở thành đĩa đơn top 10 thứ sáu của Grande tại Anh Quốc. Bài hát đã phải nhướng vị trí đầu cho "One Kiss" của Calvin Harris và Dua Lipa trong hai tuần liên tiếp. Trên khắp châu Âu, "No Tears Left to Cry" đứng đầu các bảng xếp hạng tại Hungary, Ireland và Na Uy, lọt vào top 5 tại Áo, Đức, Phần Lan, Hà Lan (Single Top 100) và Thụy Sỹ, và top 10 ở Bỉ (Flanders), Đan Mạch, Ý, Tây Ban Nha và Thụy Điển.

## Biểu diễn trực tiếp
Grande biểu diễn "No Tears Left to Cry" lần đầu trong màn biểu diễn của Kygo tại Lễ hội Âm nhạc và Nghệ thuật Thung lũng Coachella vào ngày 20 tháng 4 năm 2018. Vào ngày 1 tháng 5 năm 2018, cô biểu diễn bài hát lần đầu tiên trên truyền hình trong chương trình The Tonight Show Starring Jimmy Fallon.

## Ghi danh
Phần ghi danh lấy từ Tidal.
- Ariana Grande – giọng hát
- Max Martin – sản xuất, keyboard, bass, trống, bộ gõ, lập trình
- Ilya – sản xuất, keyboard, trống, bộ gõ, lập trình
- John Hanes – kỹ sư phối khí
- Sam Holland – kỹ thuật
- Cory Bice – trợ lý kỹ sư thu âm
- Jeremy Lertola – trợ lý kỹ sư thu âm
- Serban Ghenea – phối khí

## Xếp hạng
| Bảng xếp hạng (2018)                            | Vị trí cao nhất |
| ----------------------------------------------- | --------------- |
| Úc (ARIA)                                       | 1               |
| Áo (Ö3 Austria Top 40)                          | 2               |
| Bỉ (Ultratop 50 Flanders)                       | 9               |
| Bỉ (Ultratop 50 Wallonia)                       | 21              |
| Canada (Canadian Hot 100)                       | 2               |
| Canada CHR/Top 40 (Billboard)                   | 18              |
| Canada Hot AC (Billboard)                       | 31              |
| Colombia (National-Report)                      | 87              |
| Cộng hòa Séc (Singles Digitál Top 100)          | 1               |
| Đan Mạch (Tracklisten)                          | 6               |
| Ecuador Anglo (Monitor Latino)                  | 10              |
| Euro Digital Songs (Billboard)                  | 2               |
| Phần Lan (Suomen virallinen lista)              | 2               |
| Pháp (SNEP)                                     | 13              |
| Trường songid là BẮT BUỘC CHO BẢNG XẾP HẠNG ĐỨC | 2               |
| Hy Lạp Digital Singles (IFPI)                   | 1               |
| Hungary (Single Top 40)                         | 1               |
| Hungary (Stream Top 40)                         | 1               |
| Ireland (IRMA)                                  | 1               |
| Ý (FIMI)                                        | 6               |
| Nhật Bản (Japan Hot 100)                        | 15              |
| Latvia (Latvijas Top 40)                        | 14              |
| Malaysia (RIM)                                  | 1               |
| Hà Lan (Dutch Top 40)                           | 7               |
| Hà Lan (Single Top 100)                         | 4               |
| New Zealand (Recorded Music NZ)                 | 4               |
| Na Uy (VG-lista)                                | 1               |
| Ba Lan (Polish Airplay Top 100)                 | 54              |
| Scotland (OCC)                                  | 2               |
| Singapore (RIAS)                                | 1               |
| Slovakia (Singles Digitál Top 100)              | 1               |
| Hàn Quốc International (Gaon)                   | 19              |
| Tây Ban Nha (PROMUSICAE)                        | 9               |
| Thụy Điển (Sverigetopplistan)                   | 10              |
| Thụy Sĩ (Schweizer Hitparade)                   | 2               |
| Anh Quốc (OCC)                                  | 2               |
| Hoa Kỳ Billboard Hot 100                        | 3               |
| Hoa Kỳ Adult Pop Airplay (Billboard)            | 22              |
| Hoa Kỳ Dance Club Songs (Billboard)             | 42              |
| Hoa Kỳ Pop Airplay (Billboard)                  | 16              |
| Hoa Kỳ Rhythmic (Billboard)                     | 27              |

## Lịch sử phát hành
| Khu vực   | Ngày                | Định dạng                    | Nhãn đĩa  | Tham khảo |
| --------- | ------------------- | ---------------------------- | --------- | --------- |
| Nhiều nơi | 20 tháng 4 năm 2018 | Tải kỹ thuật số streaming    | Republic  | [ 3 ]     |
| Hoa Kỳ    | 23 tháng 4 năm 2018 | Hot adult contemporary radio | Republic  | [ 14 ]    |
| Hoa Kỳ    | 24 tháng 4 năm 2018 | Contemporary hit radio       | Republic  | [ 16 ]    |
| Hoa Kỳ    | 24 tháng 4 năm 2018 | Rhythmic contemporary radio  | Republic  | [ 15 ]    |
| Ý         | 27 tháng 4 năm 2018 | Contemporary hit radio       | Universal | [ 70 ]    |